# دانيال كان
دانيال كان (بالإنجليزية: Daniel Kane) هو رياضياتي أمريكي، ولد في 27 يناير 1986 في ماديسون في الولايات المتحدة.